# I Am Riley
I Am Riley è un film pornografico del 2019, diretto da John Stagliano e prodotto dalla Evil Angel. Il film è la terza uscita della trilogia I Am, insieme ad I Am Katrina (2017) e I Am Angela (2018).

## Trama
I Am Riley è un documentario sull'attrice pornografica Riley Reid, nel quale si alternano i dietro le quinte e scene di sesso. Il film è composto da cinque parti.

## Riconoscimenti
- AVN Awards[3]
  - Best All-Girl Sex Scene (Angela White, Katrina Jade e Riley Reid)
  - Best Double-Penetration Sex Scene (Riley Reid, Ramón Nomar e Markus Dupree)
  - Candidatura a Best Editing
  - Candidatura a Best Director
  - Candidatura a Best Star Showcase
  - Candidatura a Soundtrack

- XBIZ Awards[4]
  - Marketing Campaing of the Year
  - Perfomer Showcase of the Year
  - Candidatura a Best Editing
  - Candidatura a Best Cinematography
  - Candidatura a Best Sex Scene - All Girl (Angela White, Katrina Jade e Riley Reid)

- XCritic Awards
  - Best Non-Feature